# Волявці
Волявце (пол. Wolawce) — село в Польщі, у гміні Камінь Холмського повіту Люблінського воєводства. Населення — 128 осіб (2011).
У 1975—1998 роках село належало до Холмського воєводства.

## Демографія
Демографічна структура станом на 31 березня 2011 року:
|          | Загалом | Допрацездатний вік | Працездатний вік | Постпрацездатний вік |
| -------- | ------- | ------------------ | ---------------- | -------------------- |
| Чоловіки | 63      | 12                 | 45               | 6                    |
| Жінки    | 65      | 15                 | 33               | 17                   |
| Разом    | 128     | 27                 | 78               | 23                   |